# Plumbland
Plumbland – wieś w Anglii, w Kumbrii, w dystrykcie (unitary authority) Cumberland. Leży 30 km na południowy zachód od miasta Carlisle i 418 km na północny zachód od Londynu.